# 第一モールメン・タキン事件
第一モールメン・タキン事件（だいいちモールメン・タキンじけん）は、1945年7月にビルマ南東部モールメンの郊外で、日本軍（ビルマ憲兵隊モールメン分隊）が、反日ゲリラ活動を行ったとして現地住民26人を射殺した事件。1947年にBC級戦犯裁判（イギリス・ラングーン裁判）で裁かれた。

## 事件
1945年7月24日頃、ビルマ南東部モールメンの郊外で、ビルマ憲兵隊モールメン分隊（東登憲兵大尉以下17,8人）が、反日ゲリラ活動を行った疑いで現地住民およそ80人を逮捕し、取調べ後に残った26人をモールメン郊外のチャイマロ約11kmの地点に連行し、射殺した。
ゲリラ容疑者の殺害にあたり、東憲兵大尉は、たまたま現場近くにあったビルマ方面軍司令部にゲリラ容疑者の逮捕を報告し、ビルマ方面軍司令部から直属の上級者であるビルマ憲兵隊司令部（司令官・久米真多男憲兵大佐）および同モールメン分隊本部（分隊長・粕谷武世憲兵中佐）を経て「厳重処分」の命令を受けて射殺を実行していた。

## 裁判

### 起訴
終戦後、事件は英軍の捜査網から洩れており、現地住民からの告発もなかったが、事件関係者から事件について相談を受けた日本軍の某将校が英軍に事件を密告したことで発覚した。
1947年8月11日、ビルマ・ラングーンの高等法院に、イギリス軍が久米司令官、粕谷分隊長・東憲兵大尉以下18名を、現地住民を裁判を経ずに殺害したことが戦争法規・慣習に反するとして起訴した。

### 公判
弁護側は、密告された際に詳細な調書を作成され、処刑現場を案内した上で遺体の発掘にも立ち会っていたため、事実関係を否定できなかった。弁護側は、戦時に武器・弾薬を秘匿している証拠をつかみ、ゲリラであると確認してから処刑したことは「戦時反逆罪」にあたるため、戦争法規・慣習に照らして処刑に違法性はないと主張した。戦況は日本軍に不利であり、軍律会議を行う余裕もなかったと主張した。また処刑の命令はビルマ方面軍最高司令官から出されており、久米司令官と粕谷隊長は、26人の釈放を上申したが却下されており、命令を伝達しただけだったので、責任がないと主張した。
検察官側は、「戦時反逆罪」の主張に対しては反論せず、裁判を行わずに処刑したことの不当を主張した。
最終陳述で久米憲兵隊司令官は、処刑は自分が命令したことで部下には責任がない、と陳述した。他方、処刑の直接の責任者であった東憲兵大尉と中山憲兵少尉は自身に責任があり上官には寛大にしてほしいと陳述した。また久米司令官については、英印軍およびビルマの民間人の証人が、別件での取調べの適切さや、当時の戦況からして裁判を行うことが困難であったことなどを証言した。

### 判決
1947年9月4日に判決が言い渡され、久米司令官は禁錮15年、粕谷分隊長は禁錮12年の宣告を受けた。処刑を実行した東憲兵大尉以下10名はいずれも絞首刑を宣告された。ほかに処刑者をトラックで運んだ兵長が禁錮5年となり、それを手伝った5人の軍曹・曹長も有罪となり、それぞれ有期刑を宣告された。
1週間後の9月11日、弁護側は減刑嘆願書を提出した。翌10月30日の確認結果では、処刑を指揮した東憲兵大尉と中山憲兵少尉のみが絞首刑とされ、他の8人の絞首刑判決者は、比較的階級が低く、将校の監督下で行動していたことが考慮され、全員禁錮10年に減刑された。有期刑の判決を受けていた被告人は、処刑者をトラックで運んだ兵長が無罪となり、他は原審どおり判決が確定した。